# Toyota TF109
La Toyota TF109 è una vettura di Formula 1, con cui la scuderia nippo-tedesca affrontò il campionato 2009. È stata presentata sul sito della Toyota il 15 gennaio ed ha fatto il suo esordio all'Autódromo Internacional do Algarve il 18 gennaio 2009. Si tratta anche dell'ultima vettura Toyota prima dell'annuncio del ritiro dalle competizioni di Formula 1.

## Test
Le soluzioni tecniche adottate nella zona del diffusore posteriore hanno portato a un reclamo ufficiale di Renault, Red Bull e Ferrari. Tale reclamo coinvolge anche la Williams FW31 e la Brawn BGP 001. I commissari sportivi in Australia rigettano il ricorso.

## Stagione 2009
Nel Gran Premio d'Australia, dopo le prove ufficiali le due vetture vengono retrocesse all'ultimo posto della griglia a causa dell'utilizzo di alettoni posteriori irregolari.. Ciò non impedisce a Jarno Trulli e Timo Glock di effettuare un'ottima gara con l'italiano che giunge terzo e il tedesco quarto. Al termine della gara Trulli viene prima squalificato per sorpasso in regime di safety car ai danni di Lewis Hamilton poi riammesso una volta riconsiderata la testimonianza di Hamilton.
Nel Gran premio successivo in Malesia le posizioni all'arrivo s'invertono con Trulli quarto (il pescarese parte dalla prima fila subito dietro a Jenson Button) e Glock terzo (il tedesco era partito dal terzo posto). Il gran premio assegna la metà dei punti vista l'interruzione per il mancato raggiungimento dei tre quarti di gara. Trulli percorre in testa il sedicesimo giro della gara.
Il 15 aprile la FIA rigetta il ricorso contro le soluzioni tecniche adottate da Toyota (oltre che da Williams e Brawn GP). Le classifiche del gran premio della Malesia e di quello d'Australia vengono così definitivamente confermate.
In Bahrain Jarno Trulli e Timo Glock monopolizzano la prima fila(prima doppietta per la Toyota, che non conquistava una pole dal Gran Premio del Giappone 2005 con Ralf Schumacher). In gara Trulli conquista il primo gpv della carriera (e secondo nella storia della casa nipponica) e il terzo posto.
Nella parte centrale della stagione i risultati sono abbastanza modesti, anche se vi è il gpv conquistato da Timo Glock nel Gran Premio di Valencia. Il pilota tedesco è autore poi di un altro exploit nella gara di Singapore dove conquista il secondo posto dietro a Hamilton.
Il terzo pilota, il giapponese Kamui Kobayashi, sostituisce Timo Glock  nelle prove libere del venerdì del Gran Premio del Giappone a causa di un'indisposizione del pilota tedesco. Il tedesco è poi protagonista di un incidente nel corso delle qualifiche. Uscito di pista all'ultima curva del tracciato, è stato portato in ospedale dove gli è stata riscontrata una ferita alla gamba.
Il tedesco non prende parte alla gara e non viene sostituito da Kobayashi che non ha disputato nessuna delle due sessioni del sabato.
In gara Jarno Trulli giunge secondo.
A seguito della rottura di una vertebra da parte di Glock, rottura dovuta all'incidente di Suzuka, negli ultimi due gran premi stagionali, in Gran Premio del Brasile e ad Abu Dhabi il tedesco viene sostituito da Kamui Kobayashi. Il giapponese giunge sesto nell'ultima gara stagionale. La TF109 diventa così l'unica vettura che ha portato tre piloti a punti in stagione. Il team chiude quinto nel campionato costruttori.

## Test Pirelli
La vettura è stata utilizzata dalla Pirelli per testare gli pneumatici in vista del rientro in Formula dal 2011. I test sono iniziati il 17 agosto 2010 presso il Circuito del Mugello, con al volante Nick Heidfeld.

## Risultati F1
| Anno | Team   | Motore               | Gomme | Piloti    |   |   |     |   |     |    |   |   |    |   |    |     |    |    |    |     |   | Punti | Pos. |
| ---- | ------ | -------------------- | ----- | --------- | - | - | --- | - | --- | -- | - | - | -- | - | -- | --- | -- | -- | -- | --- | - | ----- | ---- |
| 2009 | Toyota | Toyota RVX-09 2.4 V8 | B     | Trulli    | 3 | 4 | Rit | 3 | Rit | 13 | 4 | 7 | 17 | 8 | 13 | Rit | 14 | 12 | 2  | Rit | 7 | 59,5  | 5º   |
| 2009 | Toyota | Toyota RVX-09 2.4 V8 | B     | Glock     | 4 | 3 | 7   | 7 | 10  | 10 | 8 | 9 | 9  | 6 | 14 | 10  | 11 | 2  | NP |     |   | 59,5  | 5º   |
| 2009 | Toyota | Toyota RVX-09 2.4 V8 | B     | Kobayashi |   |   |     |   |     |    |   |   |    |   |    |     |    |    | SP | 9   | 6 | 59,5  | 5º   |

| Legenda | 1º posto     | 2º posto | 3º posto    | A punti         | Senza punti/Non class.  | Grassetto – Pole position Corsivo – Giro più veloce |
| Legenda | Squalificato | Ritirato | Non partito | Non qualificato | Solo prove/Terzo pilota | Grassetto – Pole position Corsivo – Giro più veloce |